# 龐特普里斯
龐特普里斯是英國威爾斯的一座城鎮，距離威爾斯首府卡迪夫有12英里（19公里）。當地居民常簡稱龐特普里斯為Ponty。據2021年人口普查，龐特普里斯有人口31,206人。